# Paul Watson
Paul Watson, född 2 december 1950 i Toronto i Ontario, är en kanadensisk miljö- och djurrättsaktivist. Watson är mest känd som grundaren till miljöorganisationen Sea Shepherd, en organisation som använder direkt aktion för att skydda marina djur, särskilt valar och sälar.  
Watson var en tongivande medlem i Greenpeace. Han lämnade organisationen 1977 på grund av meningsskiljaktigheter om strategier och metoder, och grundade istället Sea Shepherd Conservation Society. Watson har kallat Sea Shepherds metoder för "aggressivt ickevåld". Genom sin aktivism har Watson både blivit hyllad som en hjälte och kritiserad för sina konfrontativa metoder.  
2022 grundade han Captain Paul Watson Foundation.   

## Biografi
Watson föddes i Toronto men växte upp i St Andrews i New Brunswick. Han lämnade sitt hem i femtonårsåldern och som sextonåring gick han till sjöss med den norska handelsflottan.
I oktober 1969 gick Watson med i en Sierra Club-protest mot kärnvapenprov på Amchitka Island. Som ett resultat av protesten bildades Don't Make a Wave-kommittén, som utvecklades till den organisation som idag kallas Greenpeace. Watson seglade som besättningsmedlem ombord på fartyget Greenpeace Too! 1971 och var skeppare på Greenpeace-båten Astral 1972. 1977 uteslöts Watson från Greenpeaces styrelse på grund av meningsskiljaktigheter. Watson ansåg att Greenpeace var för passivt och han förespråkade mer direkta och konfrontativa metoder. Han lämnade organisationen och grundade samma år Sea Shepherd Conservation Society. 
Watson är känd för sina radikala metoder, som inkluderar att sänka valfångstfartyg och sabotera jaktoperationer för att skydda marina arter. Det har lett till flera rättsliga konflikter, inklusive fängelsestraff och Interpol-efterlysningar från länder som Japan, Norge och Costa Rica. Watson försvarar sina handlingar som förenliga med internationell rätt. Han fängslades i Tyskland på en begäran om utlämning av Costa Rica i maj 2012. En röd notis från Interpol utfärdades den 14 september 2012 på begäran av Japan och Costa Rica.
Watson lämnade Sea Shepherd år 2022 och grundade istället Captain Paul Watson Foundation. I december 2022 presenterade organisationen sitt första skepp, "John Paul Dejoria II".
I juli 2024 greps Watson i Nuuk av den danska polisen. I december satt Watson fortfarande häktad, i väntan på beslutet från dansk domstol om utlämning till Japan.

## Reaktioner
Watson har både hyllats som en hjälte och kritiserats för sin aktivism. Han har kallats "ekoterrorist" av bland andra Japans regering.

### Utmärkelser
Paul Watson har mottagit flera utmärkelser för sitt miljö- och djurrättsarbete. År 2012 fick han Jules Verne Award, som endast tilldelats en person före honom – Jacques Cousteau. Han har också mottagit Defense of Marine Life Award 2010 från Asociación de Amigos del Museo de Anclas Philippe Cousteau, och 2002 blev han invald i US Animal Rights Hall of Fame för sina insatser för djurs rättigheter. År 1999 fick han George H. W. Bush Daily Points of Light Award för sitt samhällsengagemang, och 2000 listades Watson som en av Time Magazines 20 miljöhjältar under 1900-talet. År 2007 tilldelades han Amazon Peace Prize av Ecuadors vice president, och 2019 fick han en officiell hedersbetygelse av Connecticuts guvernör för sitt arbete med att skydda världens hav. År 2025 tilldelades Paul Watson The Perfect World Foundation Award, ett internationellt pris som delas ut av den svenska ideella organisationen The Perfect World Foundation. Priset ges till individer som gjort betydande insatser för att skydda vilda djur och biologisk mångfald.

### I media
Watsons liv och arbete har dokumenterats i dokumentärfilmer som Pirate for the Sea (2008), Confessions of an Eco-Terrorist (2010), Watson (2019) och Defend, Conserve, Protect (2019). Han parodierades i South Park-avsnittet "Whale Whores" . Den amerikanska reality TV-serien Whale Wars hade premiär 2008 på Animal Planet.